# Hans Maler
Pour les articles homonymes, voir Maler.
Hans Maler, né à Ulm vers 1480/1488 et mort à Schwaz vers 1526/1529, est un peintre et portraitiste allemand, contemporain des Holbein (l'Ancien et le Jeune) et de Lucas Cranach. Il a vécu à Schwaz, près d'Innsbruck. Il est l'auteur de nombreux portraits de membres de la famille impériale ou de banquiers influents.

## Biographie
Hans Maler s'est probablement formé à l'école d'Ulm, avec le peintre allemand Bartholomäus Zeitblom. Le premier portrait connu qu'il a peint est celui de Marie de Bourgogne (1457-1482), femme de l'empereur Maximilien Ier. Son œuvre la plus célèbre est la fresque qu'il a peint en 1508 dans le château d'Ambras, à Innsbruck, dans laquelle est représenté l'arbre généalogique de la famille de Habsbourg.
Les portraits de ses commanditaires (mécènes) ou des membres des classes aisées, sont marqués par un air grave et solennel. Ils montrent moins le caractère du portrait qu'ils soulignent son importance, son rôle dans la société, son statut. Le ton de ses portraits est toujours formel, et Maler peignant son sujet en buste. Dans le portrait de Ferdinand de Castille de 1524, actuellement aux Offices, le sujet est quasiment peint de profil, ce qui constitue une variation par rapport à la plupart de ses portraits, où les personnages ont un regard figé, légèrement tournés vers droite ou gauche. Les tons de la peau sont doucement rosés, se détachant sur les vêtements richement décorés des sujets, sur un arrière-plan sombre ou céruléen.
Les Fugger étaient des mécènes importants pour Hans Maler. Il a peint les portraits de Anton Fugger et Ulrich Fugger, les fils de Jakob Fugger (1459-1525). Cette famille était liée à la cour des Habsbourg ; les Fugger finançaient l'élection de l'empereur et Jacob Fugger a été anobli par Charles Quint.
Maler a peint, en 1517, le portrait de Sebastian Andorfer, un raffineur d’argent de Schwaz, travaillant pour les Fugger.

## Sélection d'œuvres
- 1500-1510 - Ferdinand de Castille, huile sur bois, 33 × 23 cm (musée des Offices, Florence)[3]
- 1510 - Portrait de Marie de Bourgogne (Vienne)
- 1512 - Portrait d'une jeune femme de dix neuf ans, collection Bentinck-Thyssen, musée d'histoire et d'art, Luxembourg[4],[5]
- 1515 - Christ sur la croix (Institut d'art de Chicago, Chicago)
- 1517 - Portrait de Sebastian Andorfer (Metropolitan Museum of Art, New York)
- 1519 - Portrait d'Anne Jagellon (musée Thyssen-Bornemisza, Madrid)
- 1521 - Portrait d'Anne de Hongrie et de Bohème (Innsbruck, Landesmuseum Ferdinandeum)
- 1523 - Portrait d'un jeune homme (collection privée)
- 1524 - Portrait de Ferdinand Ier du Saint-Empire (musée des Offices, Florence)
- 1524 - Portrait d'Anton Fugger (Château de Decín, République tchèque)
- 1525 - Portrait de Ferdinand de Castille, Archiduc d'Autriche (musée des Offices, Florence)
- 1525 - Portrait du banquier Anton Fugger (musée des beaux-arts de Bordeaux)
- 1525 - Portrait d'Anton Fugger (musée du Louvre, Paris)
- 1525 - Portrait d'Anton Fugger (Allentown Art Museum, Pennsylvanie)
- 1525 - Portrait d'Ulrich Fugger (Metropolitan Museum of Art, New York)
- (vers) 1525 - Portrait du banquier Anton Fugger (musée des Beaux-Arts de Bordeaux)
- 1526 - Portrait de Matthäus Schwartz (musée du Louvre, Paris)

## Galerie

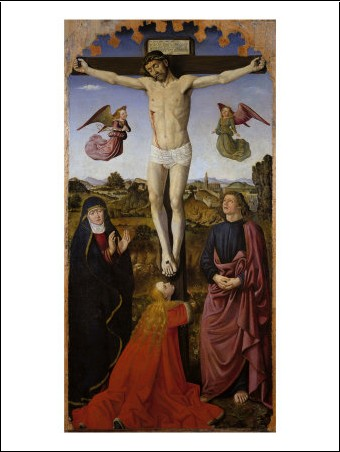
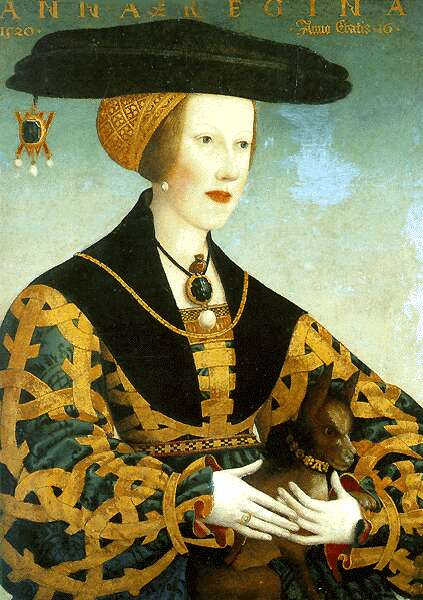
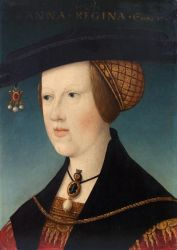
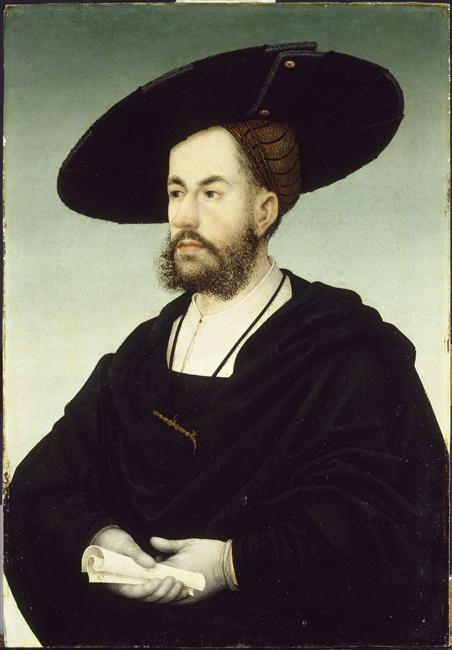
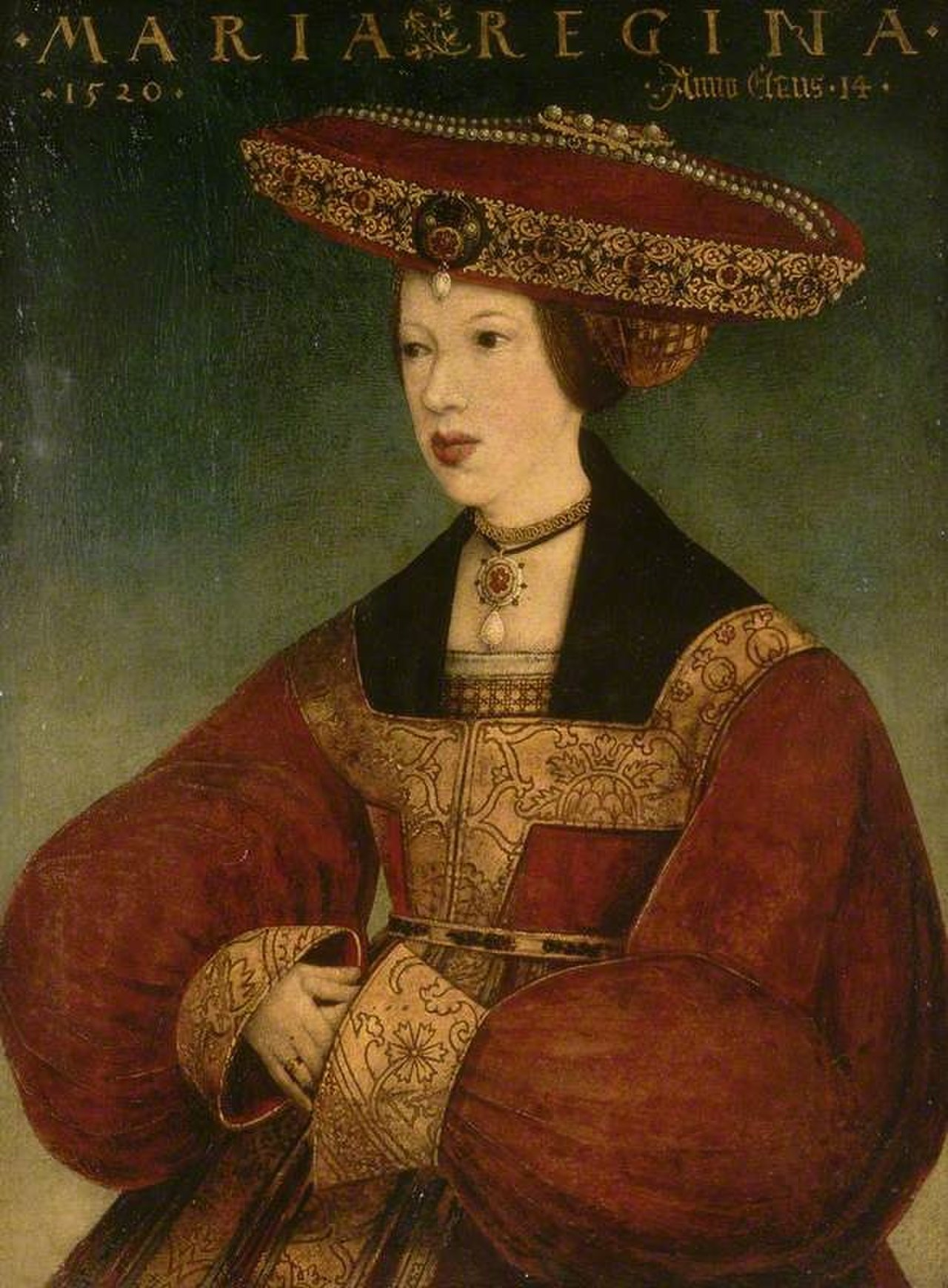
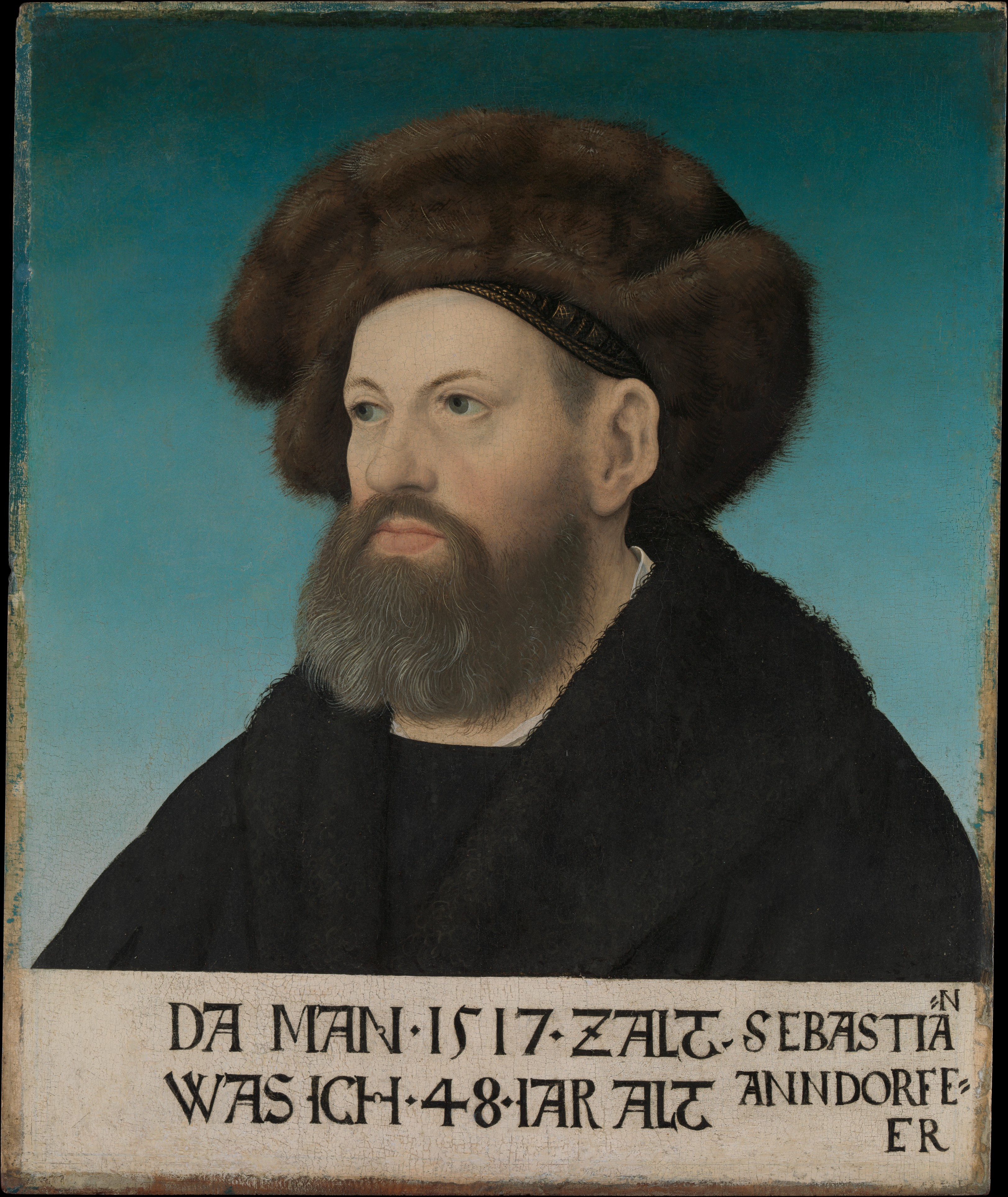